# Князевка (Ровненская область)
Князевка (укр. Князівка) — село в Березновской городской общине Ровненского района Ровненской области Украины.
До 2020 года входило в Березновский район.
Население по переписи 2001 года составляло 902 человека. Почтовый индекс — 34621. Телефонный код — 3653. Код КОАТУУ — 5620488603.